# ノビー・スタイルズ
ノビー・スタイルズ MBE（Nobby Stiles MBE、1942年5月18日 - 2020年10月30日）は、イングランド・マンチェスター出身の元同国代表サッカー選手、サッカー指導者。現役時代のポジションはミッドフィールダー。

## 経歴
1960年にマンチェスター・ユナイテッドでデビュー。ボビー・チャールトン、ジョージ・ベスト、デニス・ローらと共にプレーし、リーグ優勝やチャンピオンズカップ制覇などを成し遂げた。オフェンスに多くのスター選手がいた1960年代のマンチェスター・ユナイテッドにおいて、豊富なスタミナで守備に奔走した同選手は陰の功労者との見方がされている。その後、ミドルズブラで2年間プレーした後、ボビー・チャールトンが監督を務めるプレストン・ノースエンドへ移籍し、1975年に引退した。
イングランド代表としては、イングランドW杯、UEFA欧州選手権1968、メキシコW杯に選出され、母国開催のイングランドW杯では優勝、欧州選手権でも3位となった。
引退後は監督としてプレストン・ノースエンドなどの指揮を執った。2007年にイングランドサッカー殿堂入り。
彼の息子であるジョン・スタイルズもサッカー選手をしており、リーズ・ユナイテッドなどでプレーした。
2020年10月30日、死去。

## 所属クラブ

### 選手経歴
- 1960-1971  マンチェスター・ユナイテッド
- 1971-1973  ミドルズブラ
- 1973-1975  プレストン・ノースエンド

### 指導者経歴
- 1977-1981  プレストン・ノースエンド
- 1981-1985  バンクーバー・ホワイトキャップス
- 1985-1986  ウェスト・ブロムウィッチ・アルビオン

## 獲得タイトル
マンチェスター・ユナイテッド
- プレミアリーグ 1964-65, 1966-67
- FAカップ 1963
- コミュニティーシールド 1965, 1967
- UEFAチャンピオンズカップ 1967-68

イングランド代表
- FIFAワールドカップ 1966